# Bradycnemis velutina
Bradycnemis velutina é uma espécie de coleóptero da tribo Callichromatini (Cerambycinae), com distribuição apenas em Bornéu.

## Sistemática
- Ordem Coleoptera
  - Subordem Polyphaga
    - Infraordem Cucujiformia
      - Superfamília Chrysomeloidea
        - Família Cerambycidae
          - Subfamília Cerambycinae
            - Tribo Callichromatini
              - Gênero Bradycnemis
                - B. velutina (Waterhouse, 1877)